# Enosmerni električni tok
Enosmerni električni tok je energija, ki poteka od pozitivnega pola do negativnega pola. V atomu se elektroni ločijo, ter nastane elektrina. Tako se ločeni elektroni hočejo združiti po najlažji poti. 
- Električna napetost nam pove, kako močno se ločene elektrine želijo združiti. Enota za električno napetost je 1V (1 volt).

- Električni tok nam pove, koliko elektrine preteče skozi prerez vodnika. Enota za električni tok je 1A (1 amper).

- Električna upornost je lastnost snovi, da se upira pretoku električnega toka. Enota za električno upornost je 1Ω (1 Ohm).

- Električna kapacitivnost je lastnost snovi, da pod el. napetostjo sprejme elektrino. Enota za kapacitivnost je 1F (1 farad)

V elektrotehniki se Enosmerni električni tok uporablja v vezjih z elementi kot so kondenzatorji, upori, tranzistorji, diode,...
Za Enosmerni električni tok velja tudi Ohmov zakon, ki se glasi :               U=RxI